# Dorothy Vernon
Dorothy Vernon (11 de novembro de 1875 – 28 de outubro de 1970) foi uma atriz norte-americana nascida na Alemanha. Ela atuou em 131 filmes mudos entre 1919 e 1956.

## Filmografia selecionada
- Jazz and Jailbirds (1919)
- Commencement Day (1924)
- Cradle Robbers (1924)
- Dog Days (1925)
- Buried Treasure (1926)
- Telling Whoppers (1926)
- Twinkletoes (1926)
- Heebee Jeebees (1927)
- Tenderloin (1928)
- Cat, Dog & Co. (1929)
- The Laughter of Fools (1933)
- Woman Haters (1934)
- City of Beautiful Nonsense (1935)
- Old Mother Riley (1937)
- Melody of My Heart (1937)
- Booby Dupes (1945)
- If a Body Meets a Body (1945)